# Ceroctis capensis
Ceroctis capensis is een keversoort uit de familie van  deoliekevers (Meloidae). De wetenschappelijke naam is gepubliceerd in 1764 door Linnaeus.